# Daniele Contrini
Daniele Contrini, nacido el 15 de agosto de 1974 en Gardone Val Trompia, fue un ciclista profesional italiano que fue profesional de 1995 a 2008.

## Palmarés
| 1997 - 1 etapa de los Cuatro Días de Dunkerque - 1 etapa del Tour de Olympia 2000 - 2.º en el Campeonato de Italia Contrarreloj 2001 - 2.º en el Campeonato de Italia Contrarreloj 2003 - 1 etapa de la Vuelta a Sajonia | 2005 - Route Adélie - 1 etapa del Tour de Picardie 2006 - 1 etapa de la Vuelta a Suiza 2007 - 1 etapa del Tour de Georgia |

## Resultados en las grandes vueltas
| Carrera         | 1995 | 1996 | 1997 | 1998 | 1999 | 2000  | 2001 | 2002 | 2003 | 2004 | 2005 | 2006 | 2007 | 2008 |
| --------------- | ---- | ---- | ---- | ---- | ---- | ----- | ---- | ---- | ---- | ---- | ---- | ---- | ---- | ---- |
| Giro de Italia  | -    | Ab.  | Ab.  | -    | -    | 106.º | -    | Ab.  | Ab.  | -    | -    | -    | 86.º | -    |
| Tour de Francia | -    | -    | -    | -    | -    | -     | -    | -    | -    | -    | -    | -    | -    | -    |
| Vuelta a España | -    | -    | -    | Ab.  | Ab.  | Ab.   | -    | -    | -    | -    | -    | -    | -    | -    |
| Mundial en Ruta | -    | -    | -    | -    | -    | -     | -    | -    | -    | -    | -    | -    | -    | -    |

-: no participa

Ab.: abandono